# アスターナ古墓群

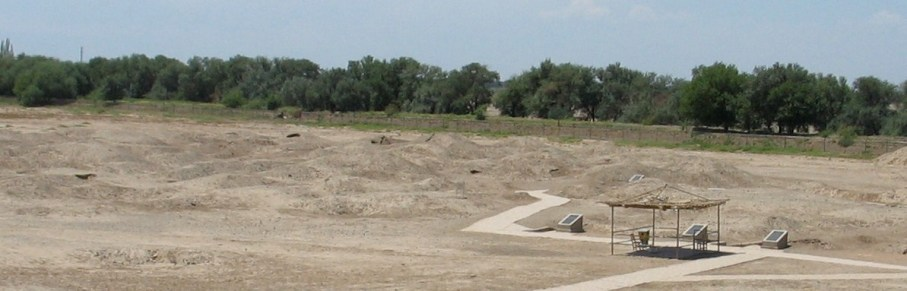
アスターナ古墓群の概観

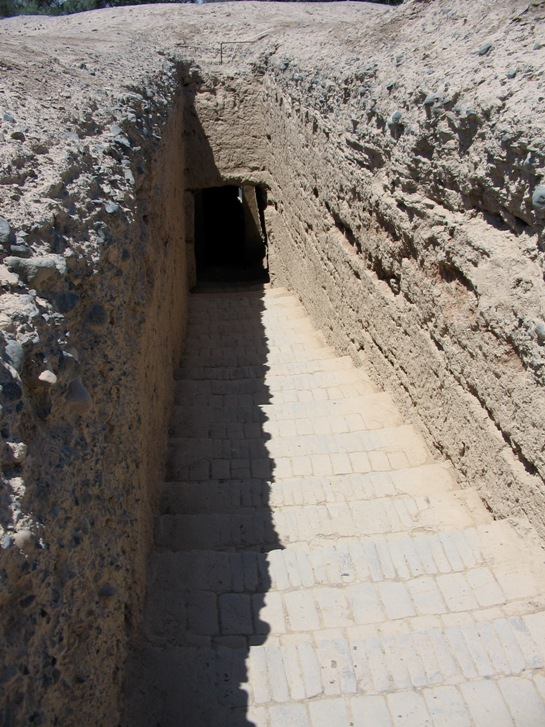
公開されている各墓地へは参道で下りる。

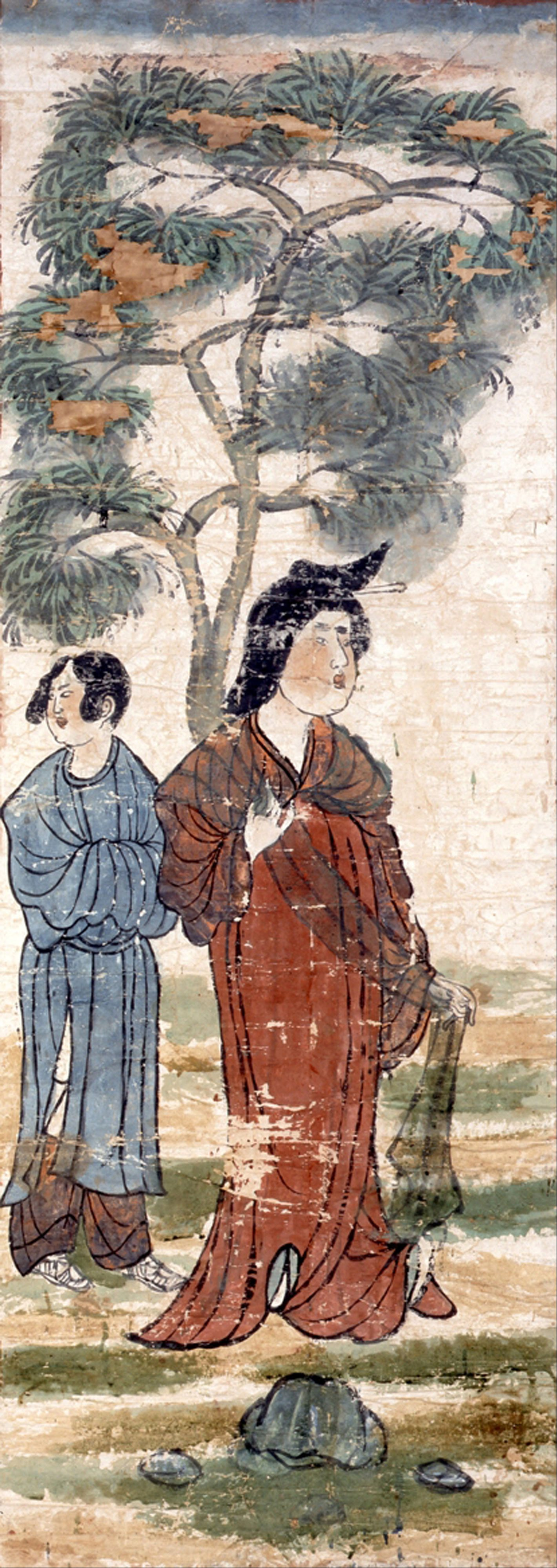
樹下美人図（MOA美術館蔵）

アスターナ古墓群（アスターナこぼぐん、中国語: 阿斯塔那古墓群、英語: Astana Tombs）は、カラ・ホージャ古墓群とも呼ばれ、中国新疆ウイグル自治区のトルファン市高昌区にある高昌国と唐代の住民の墓地である。墓室からは多くの副葬品が見つかっている。5世紀ごろの漢語文献も出土、研究対象とされている。
この古墓群はトルファン市街区の南東36キロメートルのところにあり、18世紀ヨーロッパ人学者が発掘して以来、発掘は2013年現在も続いている。地下の各墓室へは斜めの参道で下り、墓室は上から見ると「甲」の字のようになっていて、奥の両側と正面に副葬品がある。

## 出土品
- 樹下美人図

など

## 関連文献
- 町田隆吉「唐西州馬寺小攷 : 八世紀後半の一尼寺の寺院経済をめぐって(橡川一朗先生退職記念号)」『駒澤史学』、駒澤大学、167-194頁、1993年。ISSN 04506928。